# 2164 Lyalya
A 2164 Lyalya (ideiglenes jelöléssel 1972 RM2) a Naprendszer kisbolygóövében található aszteroida. Nyikolaj Csernih fedezte fel 1972. szeptember 11-én.